# Luciano Teixeira
Luciano Mendes Teixeira (Bissau, 10 ottobre 1993) è un calciatore guineense, centrocampista dell'Alisontia Steinsel.

## Carriera

### Club
Ha giocato nella seconda serie senegalese con l'Étoile Lusitana, nella seconda serie portoghese con la squadra riserve del Benfica e nella seconda serie francese con il Metz, con cui nel 2014 ottiene la promozione in Ligue 1.

### Nazionale
Nel 2010 esordisce con la nazionale guineense.

## Palmarès

### Club

#### Competizioni nazionali
- Campionato francese di seconda divisione: 1

Metz: 2013-2014